# Филипп де Дрё
Фили́пп де Дрё (фр. Philippe de Dreux; 1158 — 2 ноября 1217) — епископ Бове, сын Роберта I Великого, графа де Дрё, от третьего брака с Агнессой де Бодемон, графини де Брен. Принимал участие в третьем крестовом походе (1189—1192), жил в Сирии и участвовал в осаде Сен-Жан-д’Акра.

## Биография
После захвата Аккры сделал навет на короля Англии и был заключён в темницу Ричардом Львиное Сердце. Его брат, епископ Орлеанский Анри де Дрё, приезжал в Рим в 1197 году ходатайствовать об освобождении, но заболел в Сиене и уже не возвратился оттуда.
Также принимал участие в крестовом походе против альбигойцев (1209 год).
Участвовал в битве при Бувине 27 июля 1214 года. В бою пользовался палицей, отказавшись от режущего оружия, как кровоточительного, — согласно каноническим законам, запрещавшим священникам проливать кровь. Цитата из описания битвы при Бувине:

«Левое крыло французов долго не могло справиться с войсками Солсбери и Рено Булонского, укрывавшегося в каре своих брабансонов, но положение союзников и здесь было поколеблено атакой, которую произвел епископ Бове со своими милициями. „Страшный епископ“, вооруженный палицей, лично поразил Солсбери и многих других неприятельских воинов.»

В 1217 году ушёл в крестовый поход на Дамьетту в Египет и на Восток.